# جان رپی
جان رپی (انگلیسی: John Reppy؛ زاده ۱۶ فوریه ۱۹۳۲) یک فیزیک‌دان اهل ایالات متحده آمریکا است.